# Miguel de los Santos Álvarez
Miguel de los Santos Álvarez (Valladolid, 5 luglio 1817 – Madrid, 15 novembre 1892) è stato un diplomatico spagnolo.
Amico fraterno del grande romantico José de Espronceda, fu continuatore del suo El diablo mundo e autore di composizioni in versi (Dolores ,1838) e satire caustiche.